# 2018年問題
2018年問題（日語：2018ねんもんだい）是指日本因少子化，2018年開始造成18歲人口數持續下降，使大專院校無法招滿學生和升學率無法提高，而可能產生的大量廢校和合併問題。

## 概要
2018年問題早於2009年就已有問題存在，但儘管招募新生被暫緩，一些大專院校仍通過實施《民事康復法》而重新營運。截止2009年，沒有發生任何一所正規的四年制大學被完全關閉的情形。該現象從私立學校先開始出現。
如果你在增量成為“大學準大學生學術評估測試”，評估方法的分數將由階段評估，已經決定接受為一個點的增量數的基礎上，它不再是一個傳統的入學考試。因此，每所大學都必須澄清招生政策並具有競爭性。
文部科學省在2019年度的政策，從教師、程度、減少和招生停止，如廢止學校和由企業安排院校解散（或者轉型）其財政困難的大學，並通知採取了管理決策的措施。

## 關連項目
- 大學倒產時代，指日本大學大量退場的時代